# F.B.I. - Due agenti impossibili
F.B.I. - Due agenti impossibili (Mais qui a re-tué Pamela Rose?) è un film del 2012 diretto da Kad Merad e Olivier Baroux, sequel di Pistole nude di Éric Lartigau, uscito nel 2003.

## Trama
L'agente dell'FBI Douglas Ripper viene contattato dallo sceriffo di Bornsville per informarlo che la bara di Pamela Rose è stata rubata. Di nuovo insieme, gli agenti Douglas Ripper e Richard Bullit indagano sulla profanazione della tomba di Pamela Rose, un'indagine molto complicata che nasconde molte cose.

## Incassi
A fronte di un budget di circa $ 12.000.000, il film ha incassato circa $ 2.400.000 al botteghino internazionale.